# エドガル・ホヴァニシャン
エドガル・ホヴァニシャン（アルメニア語: Էդգար Հովհաննիսյան、ロシア語: Эдгар Сергеевич Оганесян〈エドガル・セルゲーヴィチ・オガネシャン〉、1930年1月14日 - 1998年12月28日）は、ソビエト連邦およびアルメニアの作曲家・教育者。

## 生涯
1930年1月14日にエレバンで生まれた。グリゴリー・エギアザリャン (ru) に師事して1953年にエレバン音楽院を卒業し、アラム・ハチャトゥリアンに師事して1957年にモスクワ音楽院を卒業した。1952年からソビエト連邦共産党の党員となる。
1962年から1968年までエレバン・オペラ劇場監督、1970年から1974年まで国立アルメニア民謡・舞踊合唱団 (hy) 音響監督を務めた。1956年から1973年までは、アルメニア共和国作曲家同盟副会長でもあった。1979年から1985年までアルメニア・テレビ・ラジオ音響監督を務め、1986年からはエレバン音楽院の教員・学長でもあった。
政治の分野では、アルメニア共和国最高会議の第6期・7期代議員を務め、人民代議員選挙ではエレバンのスパンダリャン選挙区から立候補、当選している。1998年12月28日にエレバンで死去。

## 作品
バレエ音楽
- «Мармар»（1957年）[1]
- «Голубой ноктюрн»（1964年）[1]
- «Вечный идол»（1966年）[1]
- «Антуни»（1969年）[1]
- «Давид Сасунский»（1976年）[5]

カンタータ
- «Миру — мир!»（1950年）[6]
- «Страна родная»（1960年）[1]
- «Эребуни»（1968年）[1]
- «В армянских горах»（1969年）[1]
- «Памятник героям»（1975年）[1]
- «Слава партии Ленина»（1977年）[6]

合唱とオーケストラのために
- «Коммунистической партии»（1952年）[1]
- «Витоша-Арарат»（1967年）[1]
- «Ереван-Эребуни»（1968年）[1]
- «Сардарапат»（1968年）[1]
- «Арпа-Севан»（1969年）[1]

アカペラ合唱のために
- «Два берега»（1952年）[1]
- «Упокой»（1969年）[1]

交響曲
- バレエ組曲（1953年）[6]
- 交響曲（1958年）[6]

室内交響曲
- ピアノ五重奏（1955年）[6]
- 協奏曲（1968年）[6]

弦楽四重奏
- I（1946年）[6]
- II（1958年）[6]
- III（1964年）[6]

チェロとピアノのために
- 夜想曲（1947年）[6]
- ソナタ・エピタフ（1975年）[6]
- ロンド・ソナタ（1977年）[6]

チェロ独奏のために
- ソナタ（1969年）[6]

サクソフォーンとジャズ・オーケストラのために
- 変奏曲での協奏曲（1965年）[6]

映画音楽
- «Из-за чести»（ru, 1955年）[6]
- «Северная радуга»（1959年）[6]
- «Ловцы губок»（1960年）[6]
- «Рождённые жить»（ru, 1960年）[6]
- «Дорога»（ru, 1961年）[6]
- «Ночной пассажир»（1961年）[6]
- «Чрезвычайное поручение»（ru, 1965年）[6]
- «Автомобиль Авдо»（1966年）[4]
- «Жил человек»（1968年）[4]
- «Взрыв после полуночи»（ru, 1968年）[6]
- «Выстрел на границе»（1970年）[4]
- «Армянские фрески»（1970年）[6]
- «Последний подвиг Камо»（ru, 1973年）[6]
- «Испытание»（1977年）[6]
- «Звезда надежды»（ru, 1978年）[4]
- «Катастрофа»（1993年）[4]

## 褒章
- アルメニア・ソビエト社会主義共和国国家賞（1967年、«Вечный идол»により）[1]
- アルメニア・ソビエト社会主義共和国人民芸術家（ru, 1972年）[1]
- ソビエト連邦国家賞（1979年、«Давид Сасунский»により）[5]
- アラム・ハチャトゥリアン賞（1984年）[7]
- ソビエト連邦人民芸術家（1986年）[7]
- ポドゴリツァ名誉市民[7]
- エレバン名誉市民（1998年）[7]